# EJB контейнер
EJB контейнер е софтуер, който се изпълнява на сървър с платформата Java EE и управлява т. нар. Enterprise Java Beans (EJB, сесийни бийнове). Контейнерът се грижи за персистирането на състоянията и наличието на EJB компоненти за всеки оторизиран клиент. Задачите, които трябва да изпълнява един EJB контейнер са дефинирани в спецификацията на EJB на Сън.
EJB контейнерът работи като свързващо звено между клиент и сървър, затова се счита за мидълуер. Клиентът приема входните данни на потребителя и ги праща на EJB контейнера. Там те биват преработени до подходяща форма от сесийните бийнове и резултатът бива върнат на клиента, който го представя на потребителя. Предимството на това решение е в това, че клиентът може да бъде сменен без да трябва да бъде променяна логиката на приложението.
В практиката много често се срещат потребителски интерфейси в уеб или в интранет (понякога и клиенти на Java Swing), които комуникират със същия EJB контейнер. По този начин свързващото звено бива развито един-единствен път. От друга страна е възможна смяната на зависещи системи като база данни да бъдат сменени без да се налага промяната на клиентите.
EJB контейнерите обикновено не са самостоятелни софтуери, а част от сървър за приложения със спецификацията на Java EE. Съществуват и няколко варианта, които могат да бъдат ползвани без сървър за приложения.
Пазарът предлага сървъри за приложениея, които поддържат EJB контейнери в актуалната версия на стандартът EJB. Най-известните са WildFly, GlassFish и Apache Geronimo. Всички те са свободен софтуер. Освен тях иима и други, най-вече собственически софтуер.